# Bernard Hanaoka

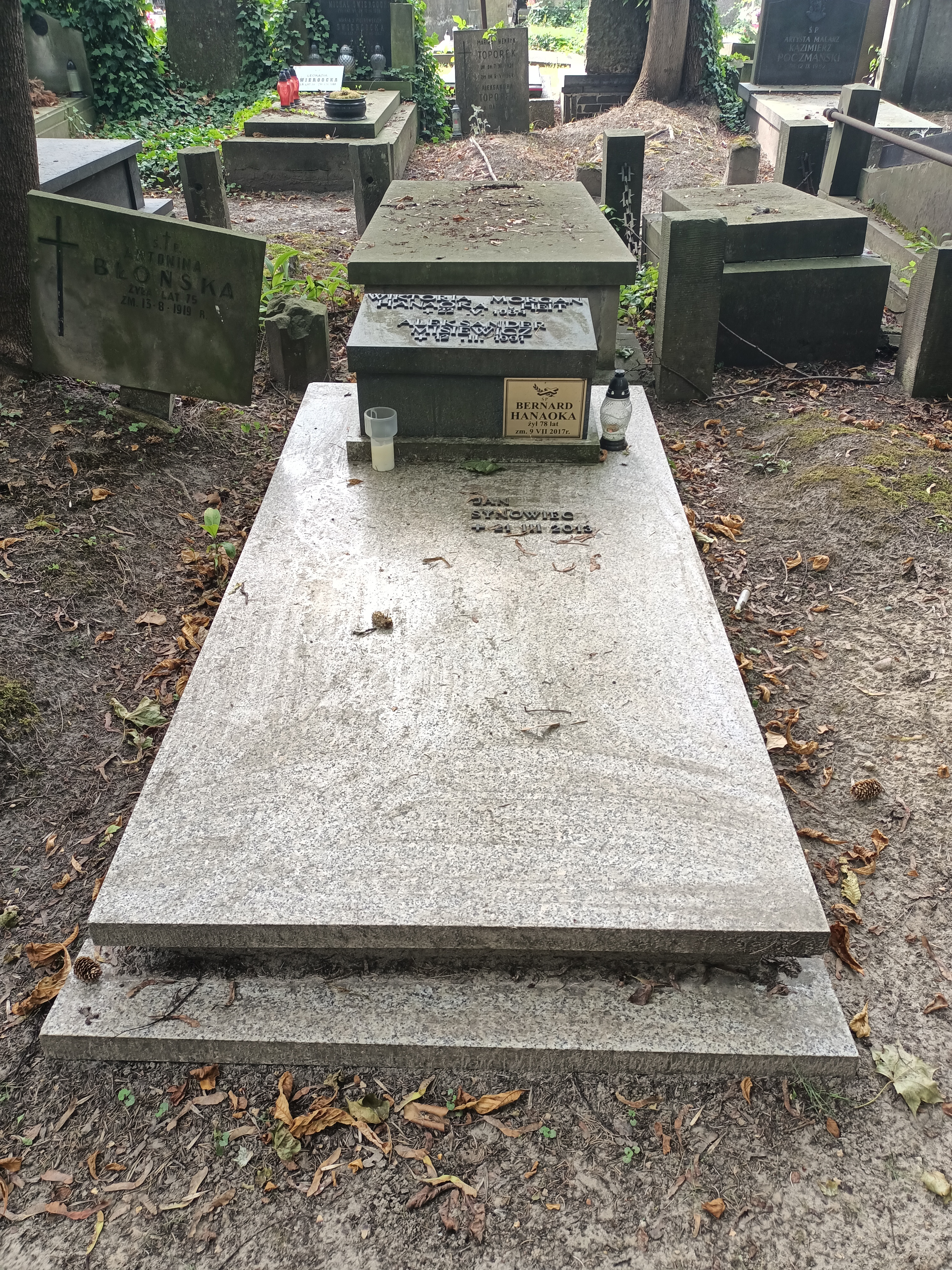
Grób Bernarda Hanaoki na Cmentarzu Powązkowskim

Bernard Ford Hanaoka (ur. 26 maja 1949 w Harbinie, zm. 9 lipca 2017 w Warszawie) – polski projektant i dyktator mody, reżyser teatralny, kostiumolog, aktor.

## Życiorys
Urodził się w 1949 w Mandżurii. Jego ojciec był Japończykiem, a matka pochodziła z rodziny niemiecko-włoskiej. Jego babką była Józefina Camboni, śpiewaczka Teatru Maryjskiego. Wkrótce po narodzinach został porzucony przez ojca, który związał się z Japonką, by podtrzymać ciągłość rodu, która – zgodnie z tradycją – nie mogła być zachowana w przypadku związku z cudzoziemką. Wychowywał się w Harbinie, który był skupiskiem Polonii. Do Polski trafił wraz z matką i ojczymem, Polakiem. Rodzina osiadła w Szczecinie, ale wkrótce ojczym otrzymał informację, że wieści o śmierci jego poprzedniej żony i ich dzieci w czasie wojny były błędne, w związku z czym odszedł od nowej żony, która pozostała sama z dzieckiem i pracowała jako tłumaczka i anglistka. Z czasem przeniósł się z matką do Krakowa, a później do Warszawy.
W 1964 zadebiutował w Teatrze Żydowskim w spektaklu Idy Kamińskiej „Zasypać bunkry”. Na scenie TŻ występował do 1973 pod pseudonimem Bernard Ford. W 1976 ukończył studia na Wydziale Reżyserii Państwowej Wyższej Szkoły Teatralnej w Warszawie, ale pierwszy spektakl Fircyk w zalotach wystawił już w 1974 w Teatrze im. Aleksandra Fredry w Gnieźnie. W latach 70. i 80. pracował m.in. w Teatrze Dramatycznym im. Jana Kochanowskiego w Opolu, Teatrze Dramatycznym w Wałbrzychu i Teatrze im. Ludwika Solskiego w Tarnowie.
W 1987 został projektantem mody, wypuszczając pierwszą własną kolekcję. W Warszawie otworzył Galerię Hanaoka, w której sprzedawał kolekcje własne oraz młodych projektantów i organizował pokazy mody, jednak specjalizacja w modzie męskiej nie była sukcesem rynkowym. W latach 90. projektował kostiumy do spektakli teatralnych, m.in. Teatru Dramatycznego w Białymstoku i teatrów warszawskich. Był konsultantem policji ds. nowych wzorów mundurów, które wprowadzono w 2009. Projektował ubrania także dla reprezentacji Polski na igrzyska olimpijskie.